# Alienopterus brachyelytrus
Alienopterus brachyelytrus — викопний вид комах вимерлого ряду Alienoptera. Вид має ознаки, спільні з тарганами та богомолами, і вважається, що він представляє групи предків богмолів або є сестринським таксоном до цієї групи.

## Рештки
Вид описано у 2016 році з решток, що виявлені у бірманському бурштині, який видобувають у долині Гукаунг на півночі М'янми. Типовий зразок перебуває в довгостроковій оренді в Інституті зоології Китайської академії наук. З 2026 року він буде зберігатися в Ентомологічному музеї «Три ущелини» в Чунціні (Китай).

## Назва
Назва роду Alienopterus відноситься до незвичайної (лат. alienus) комбінації ознак, включаючи крила (новолатинське pterus − крилатий, від грецького pterón = крило) нового виду. Видовий епітет відноситься до коротких (грецьке brachys) і, очевидно, затверділих передніх крил (elytron - термін, як зазвичай використовується для затверділих передніх крил жуків).

## Опис
Незвичайними ознаками є вкорочені передні крила в поєднанні з повністю розвиненими, функціональними задніми крилами, подібними до Dermaptera, і спеціалізованими подушечками для прикріплення, які в іншому випадку зустрічаються лише у Mantophasmatodea. На передній лапі є стегнова кисть, характерна для Mantodea. Рот спрямований вниз від осі тіла і має кусаючі ротові апарати, що нагадують хижака. Антена довга, на голові є великі складні очі, а також три вічка (що ніколи не зустрічається у Blattodea). 

## Оригінальна публікація
- Ming Bai, Rolf Georg Beutel, Klaus-Dieter Klass, Weiwei Zhang, Xingke Yang, Benjamin Wipfler 2016. †Alienoptera – A New Insect Order in the Roach - Mantodean Twilight Zone / Alienoptera – новий ряд комах у зоні сутінків богомолів. Gondwana Research. DOI: 10.1016/j.gr.2016.02.002